# Станіслав Василевський
Станіслав Василевський (пол. Stanisław Wasylewski, 18 грудня 1885, Станиславів,Королівство Галичини та Володимирії, Австро - Угорщина— 26 липня 1953, Ополе, Польська Народна Республіка) — польський історик, публіцист.  

## Життєпис
Народився 18 грудня 1885 року у Станіславові на Прикарпатті. Онук «короля львівських фейлетонів», письменника Юліуша Старкля.  Навчався у гімназіях в Стрию і Львові.  Вивчав полоністику у Львівському університеті.
Працював 1905–10 у Львівському Оссолінеумі; згодом був редактором і співробітником низки періодичних видань, зокрема львівського сатиричного тижневика «Szczutek».  Протягом 1915-1918рр. – редактор львівської «Ранкової газети», вів видавничу серію «Оповідки про давні звичаї»
У 1927 році переїхав до Познані. У 1928-1939 працював редактором видавничої серії «Бібліотека нобелівських лауреатів». У 1932 у Познанському університеті захистив докторську з філософії. У 1930-х роках співпрацював із радіостанціями Варшави та Познані. У 1938-1939 роках – голова відділу польської літератури у Познані. 
З початком Другої світової війни став членом конспіраційної Національної ради, що підпорядковувалася польському урядові в екзилі. Часи окупацій пережив у Львові, співпрацював із пронімецькою "Ґазетою львовскою" ("Gazeta Lwowska"). 1944 року був примусово переселений, спочатку мешкав у Кракові, а потім — у Ополе. 

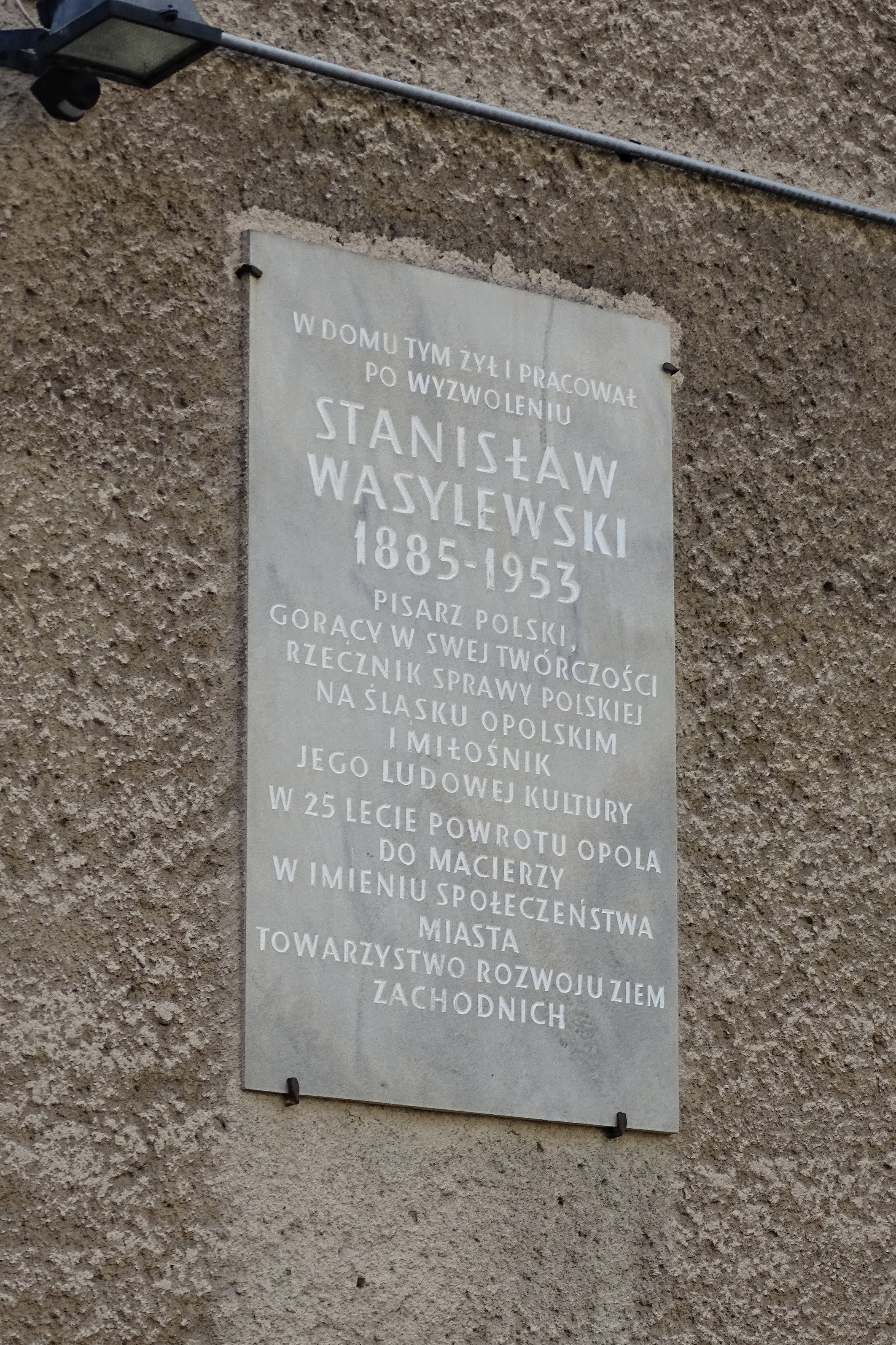
меморіальна дошка в Ополе на вул. Консульна.

Після війни переїхав до Польщі, був звинувачений у співпраці з нацистами, але у 1946 році на судовому процесі у Кракові його виправдали. Три роки жив у Кракові, а відтак переїхав до Ополе, де і помер. 

## Нагороди
- лауреат літературної премії Познані (1937)
- Золотий лавр Польської літературної академії.

## Вибрані твори
- «U księżnej pani» (1917),
- «Na dworze króla Stanisława» (1919),
- «O miłości romantycznej» (1921),
- «Portrety pań wytwornych» (1924);
- біографічні повісті «Ducissa Cunegundis» (1921),
- «Karolina Sobańska» (1950);
- біографічно-мемуарні шкіці «Niezapisany stan służby» (1932),
- «Pod kopułą lwowskiego Ossolineum» (1958),
- «Czterdzieści lat powodzenia» (1959).
- Редагував серію «Cuda Polski», в рамках якої видав нарис «Lwów» (1931).[7]